# IC 5359
IC 5359 ist eine Spiralgalaxie vom Hubble-Typ Sc im Sternbild Fische auf der Ekliptik. Sie ist rund 303 Millionen Lichtjahre von der Milchstraße entfernt und hat einen Durchmesser von etwa 100.000 Lichtjahren. Gemeinsam mit IC 5351, IC 5352, IC 5356 und IC 5357 bildet sie die Galaxiengruppe HCG 97.
Das Objekt wurde am 28. Oktober 1889 von Edward Barnard entdeckt.